# NBA G League 2018-2019
La stagione della NBA G League 2018-2019 è la 18ª edizione della NBA G League, la lega professionistica di sviluppo della NBA.

## Squadre partecipanti
Viene ammessa una nuova squadra: i Capital City Go-Go. I Delaware 87ers si sono trasferiti a Wilmington diventando i Delaware Blue Coats. I Reno Bighorns si sono trasferiti a Stockton diventando gli Stockton Kings. I Rio Grande Valley Vipers si sono trasferiti a Edinburg, ma mantengono il loro nome.
- A.C. Clippers
- Austin Spurs
- Canton Charge
- Capital C. Go-Go
- Del. Blue Coats
- Erie BayHawks
- F.W. Mad Ants
- G. Rapids Drive
- Greens. Swarm
- Iowa Wolves
- Lakeland Magic
- Long Island Nets
- Maine Red Claws
- Memphis Hustle

- N. Arizona Suns
- Oklahoma Blue
- Raptors 905
- R.G.V. Vipers
- S.L.C. Stars
- S.C. Warriors
- S. Falls Skyforce
- South Bay Lakers
- Stockton Kings
- Texas Legends
- Westch. Knicks
- Windy City Bulls
- Wisconsin Herd

## Classifiche

### Division

#### Western Conference
Midwest Division
| Midwest Division   | V  | S  | V%    | PR | Casa  | Trasf | PG |
| ------------------ | -- | -- | ----- | -- | ----- | ----- | -- |
| y - Oklahoma Blue  | 34 | 16 | 0.680 | 0  | 17-8  | 17-8  | 50 |
| x - Memphis Hustle | 28 | 22 | 0.560 | 6  | 16-9  | 12-13 | 50 |
| S. Falls Skyforce  | 24 | 26 | 0.480 | 10 | 13-12 | 11-14 | 50 |
| Iowa Wolves        | 20 | 30 | 0.400 | 14 | 13-12 | 7-18  | 50 |

#### Eastern Conference
Atlantic Division
| Atlantic Division    | V  | S  | V%    | PR | Casa  | Trasf | PG |
| -------------------- | -- | -- | ----- | -- | ----- | ----- | -- |
| z - Long Island Nets | 34 | 16 | 0.680 | 0  | 19–6  | 15–10 | 50 |
| x - Westch. Knicks   | 29 | 21 | 0.580 | 5  | 16–9  | 13–12 | 50 |
| x - Raptors 905      | 29 | 21 | 0.580 | 5  | 13–12 | 16–9  | 50 |
| Del. Blue Coats      | 21 | 29 | 0.420 | 13 | 13–12 | 8–17  | 50 |
| Maine Red Claws      | 19 | 31 | 0.380 | 15 | 11–14 | 8–17  | 50 |

Pacific Division
| Pacific Division   | V  | S  | V%    | PR | Casa  | Trasf | PG |
| ------------------ | -- | -- | ----- | -- | ----- | ----- | -- |
| y - S.C. Warriors  | 34 | 16 | 0.680 | 0  | 20–5  | 14–11 | 50 |
| x - Stockton Kings | 30 | 20 | 0.600 | 4  | 18–7  | 12–13 | 50 |
| A.C. Clippers      | 26 | 24 | 0.520 | 8  | 14–11 | 12–13 | 50 |
| South Bay Lakers   | 21 | 29 | 0.420 | 13 | 13–12 | 8–17  | 50 |
| N. Arizona Suns    | 12 | 38 | 0.240 | 22 | 7–18  | 5–20  | 50 |

Central Division
| Central Division     | V  | S  | V%    | PR | Casa  | Trasf | PG |
| -------------------- | -- | -- | ----- | -- | ----- | ----- | -- |
| y - G. Rapids Drive  | 28 | 22 | 0.560 | 0  | 14–11 | 14–11 | 50 |
| x - Windy City Bulls | 27 | 23 | 0.540 | 1  | 15–10 | 12–13 | 50 |
| F.W. Mad Ants        | 23 | 27 | 0.460 | 5  | 14–11 | 9–16  | 50 |
| Canton Charge        | 22 | 28 | 0.429 | 6  | 10–15 | 12–13 | 50 |
| Wisconsin Herd       | 12 | 38 | 0.240 | 16 | 8–17  | 4–21  | 50 |

Southwest Division
| Southwest Division | V  | S  | V%    | PR | Casa  | Trasf | PG |
| ------------------ | -- | -- | ----- | -- | ----- | ----- | -- |
| z - R.G.V. Vipers  | 34 | 16 | 0.680 | 0  | 18–7  | 16–9  | 50 |
| x - S.L.C. Stars   | 27 | 23 | 0.540 | 7  | 15–10 | 12–13 | 50 |
| Austin Spurs       | 20 | 30 | 0.400 | 14 | 13–12 | 7–18  | 50 |
| Texas Legends      | 16 | 34 | 0.320 | 18 | 14–11 | 2–23  | 50 |

Central Division
| Central Division   | V  | S  | V%    | PR | Casa  | Trasf | PG |
| ------------------ | -- | -- | ----- | -- | ----- | ----- | -- |
| y - Lakeland Magic | 32 | 18 | 0.640 | 0  | 18–7  | 14–11 | 50 |
| Capital C. Go-Go   | 25 | 25 | 0.500 | 7  | 14–11 | 11–14 | 50 |
| Greens. Swarm      | 24 | 26 | 0.480 | 8  | 10–15 | 14–11 | 50 |
| Erie BayHawks      | 24 | 26 | 0.469 | 8  | 17–8  | 7–18  | 50 |

## Playoffs
|  | Primo turno        | Primo turno          | Primo turno              |                    |                    | Semifinali di Conference | Semifinali di Conference | Semifinali di Conference |  |   | Finali di Conference     | Finali di Conference | Finali di Conference |   |  | Finali Al meglio delle tre | Finali Al meglio delle tre | Finali Al meglio delle tre |
|  |                    |                      |                          |                    |                    |                          |                          |                          |  |   |                          |                      |                      |   |  |                            |                            |                            |
|  |                    |                      |                          |                    |                    |                          |                          |                          |  |   |                          |                      |                      |   |  |                            |                            |                            |
|  |                    | 1                    | Long Island Nets         | 112                |                    |                          |                          |                          |  |   |                          |                      |                      |   |  |                            |                            |                            |
|  |                    |                      |                          | 112                |                    |                          |                          |                          |  |   |                          |                      |                      |   |  |                            |                            |                            |
|  |                    |                      | 4                        | Raptors 905        | 99                 |                          |                          |                          |  |   |                          |                      |                      |   |  |                            |                            |                            |
|  | 4                  | Raptors 905          | 4                        | Raptors 905        | 99                 | 91                       |                          |                          |  |   |                          |                      |                      |   |  |                            |                            |                            |
|  | 4                  | Raptors 905          |                          |                    |                    | 91                       |                          |                          |  |   |                          |                      |                      |   |  |                            |                            |                            |
|  | 5                  | Grand Rapids Drive   | 90                       |                    |                    |                          |                          |                          |  |   |                          |                      |                      |   |  |                            |                            |                            |
|  | 5                  | Grand Rapids Drive   | 90                       |                    |                    |                          |                          |                          |  | 1 | Long Island Nets         | 108                  |                      |   |  |                            |                            |                            |
|  | Eastern Conference |                      |                          |                    |                    |                          |                          |                          |  | 1 | Long Island Nets         | 108                  |                      |   |  |                            |                            |                            |
|  |                    | 2                    | Lakeland Magic           | 106                |                    |                          |                          |                          |  |   |                          |                      |                      |   |  |                            |                            |                            |
|  | 3                  | 2                    | Lakeland Magic           | 106                | Westchester Knicks | 95                       |                          |                          |  |   |                          |                      |                      |   |  |                            |                            |                            |
|  | 3                  |                      |                          |                    | Westchester Knicks | 95                       |                          |                          |  |   |                          |                      |                      |   |  |                            |                            |                            |
|  | 6                  | Windy City Bulls     | 82                       |                    |                    |                          |                          |                          |  |   |                          |                      |                      |   |  |                            |                            |                            |
|  | 6                  | Windy City Bulls     | 82                       |                    | 2                  | Lakeland Magic           | 104                      |                          |  |   |                          |                      |                      |   |  |                            |                            |                            |
|  |                    |                      |                          |                    | 2                  | Lakeland Magic           | 104                      |                          |  |   |                          |                      |                      |   |  |                            |                            |                            |
|  |                    |                      | 3                        | Westchester Knicks | 91                 |                          |                          |                          |  |   |                          |                      |                      |   |  |                            |                            |                            |
|  |                    |                      | 3                        | Westchester Knicks | 91                 |                          |                          |                          |  |   |                          |                      |                      |   |  |                            |                            |                            |
|  |                    |                      |                          |                    |                    |                          |                          |                          |  |   |                          |                      |                      |   |  |                            |                            |                            |
|  |                    |                      |                          |                    |                    |                          |                          |                          |  |   |                          |                      |                      |   |  |                            |                            |                            |
|  |                    |                      |                          |                    |                    |                          |                          |                          |  |   |                          | E1                   | Long Island Nets     | 1 |  |                            |                            |                            |
|  |                    |                      |                          |                    |                    |                          |                          |                          |  |   |                          |                      |                      |   |  |                            |                            |                            |
|  |                    | W1                   | Rio Grande Valley Vipers | 2                  |                    |                          |                          |                          |  |   |                          |                      |                      |   |  |                            |                            |                            |
|  |                    | W1                   | Rio Grande Valley Vipers | 2                  |                    |                          |                          |                          |  |   |                          |                      |                      |   |  |                            |                            |                            |
|  |                    |                      |                          |                    |                    |                          |                          |                          |  |   |                          |                      |                      |   |  |                            |                            |                            |
|  |                    |                      |                          |                    |                    |                          |                          |                          |  |   |                          |                      |                      |   |  |                            |                            |                            |
|  |                    | 1                    | Rio Grande Valley Vipers | 135                |                    |                          |                          |                          |  |   |                          |                      |                      |   |  |                            |                            |                            |
|  |                    |                      |                          | 135                |                    |                          |                          |                          |  |   |                          |                      |                      |   |  |                            |                            |                            |
|  |                    |                      | 5                        | Memphis Hustle     | 118                |                          |                          |                          |  |   |                          |                      |                      |   |  |                            |                            |                            |
|  | 4                  | Stockton Kings       | 5                        | Memphis Hustle     | 118                | 119                      |                          |                          |  |   |                          |                      |                      |   |  |                            |                            |                            |
|  | 4                  | Stockton Kings       |                          |                    |                    | 119                      |                          |                          |  |   |                          |                      |                      |   |  |                            |                            |                            |
|  | 5                  | Memphis Hustle       | 122                      |                    |                    |                          |                          |                          |  |   |                          |                      |                      |   |  |                            |                            |                            |
|  | 5                  | Memphis Hustle       | 122                      |                    |                    |                          |                          |                          |  | 1 | Rio Grande Valley Vipers | 144                  |                      |   |  |                            |                            |                            |
|  | Western Conference |                      |                          |                    |                    |                          |                          |                          |  | 1 | Rio Grande Valley Vipers | 144                  |                      |   |  |                            |                            |                            |
|  |                    | 2                    | Santa Cruz Warriors      | 125                |                    |                          |                          |                          |  |   |                          |                      |                      |   |  |                            |                            |                            |
|  | 3                  | 2                    | Santa Cruz Warriors      | 125                | Oklahoma City Blue | 118                      |                          |                          |  |   |                          |                      |                      |   |  |                            |                            |                            |
|  | 3                  |                      |                          |                    | Oklahoma City Blue | 118                      |                          |                          |  |   |                          |                      |                      |   |  |                            |                            |                            |
|  | 6                  | Salt Lake City Stars | 113                      |                    |                    |                          |                          |                          |  |   |                          |                      |                      |   |  |                            |                            |                            |
|  | 6                  | Salt Lake City Stars | 113                      |                    | 2                  | Santa Cruz Warriors      | 117                      |                          |  |   |                          |                      |                      |   |  |                            |                            |                            |
|  |                    |                      |                          |                    | 2                  | Santa Cruz Warriors      | 117                      |                          |  |   |                          |                      |                      |   |  |                            |                            |                            |
|  |                    |                      | 3                        | Oklahoma City Blue | 102                |                          |                          |                          |  |   |                          |                      |                      |   |  |                            |                            |                            |
|  |                    |                      | 3                        | Oklahoma City Blue | 102                |                          |                          |                          |  |   |                          |                      |                      |   |  |                            |                            |                            |
|  |                    |                      |                          |                    |                    |                          |                          |                          |  |   |                          |                      |                      |   |  |                            |                            |                            |

## Premi NBA G League
- NBA Development League Most Valuable Player Award:  Chris Boucher, Raptors 905
- NBA Development League Rookie of the Year Award:  Ángel Delgado, Agua Caliente Clippers
- NBA Development League Defensive Player of the Year Award:  Chris Boucher, Raptors 905
- Dennis Johnson Coach of the Year Award: Will Weaver, Long Island Nets
- NBA Development League Most Improved Player Award: Michael Frazier, Rio Grande Valley Vipers
- NBA Development League Team Executive of the Year Award: Malcolm Farmer, Texas Legends
- NBA Development League Basketball Executive of the Year Award: Trajan Langdon, Long Island Nets
- All-NBDL First Team
  -  Chris Boucher, Raptors 905
  -  Ángel Delgado, Agua Caliente Clippers
  - Jordan Loyd, Raptors 905
  - Jordan McRae, Capital City Go-Go
  - Alan Williams, Long Island Nets
- All-NBDL Second Team
  -  Isaiah Hartenstein, Rio Grande Valley Vipers
  - Walt Lemon, Windy City Bulls
  - Yante Maten, Sioux Falls Skyforce
  - Johnathan Motley, Agua Caliente Clippers
  - Theo Pinson, Long Island Nets
- All-NBDL Third Team
  - P.J. Dozier, Maine Red Claws
  - Amile Jefferson, Lakeland Magic
  - Kalin Lucas, Grand Rapids Drive
  - Duncan Robinson, Sioux Falls Skyforce
  - Christian Wood, Wisconsin Herd
- All-NBDL All-Defensive First Team
  - Kadeem Allen, Westchester Knicks
  -  Chris Boucher, Raptors 905
  -  Amida Brimah, Austin Spurs
  - Gary Payton II, Rio Grande Valley Vipers
  -  Norvel Pelle, Delaware Blue Coats
- All-NBDL All-Rookie First Team
  - Chris Chiozza, Capital City Go-Go
  -  Ángel Delgado, Agua Caliente Clippers
  - Yante Maten, Sioux Falls Skyforce
  - Theo Pinson, Long Island Nets
  - Duncan Robinson, Sioux Falls Skyforce